# بطن الحوت (مسلسل)
بطن الحوت هو مسلسل تلفزيوني مصري عُرض في عام 2023 على منصة شاهد، من بطولة محمد فراج، باسم سمرة، أسماء أبو اليزيد، عبد العزيز مخيون وسماح أنور، من تأليف وإخراج أحمد فوزي صالح. والمسلسل يتكون من 15 حلقة.

## قصة المسلسل
يعمل (هلال) في تجارة المخدرات، ثم يُجبِر شقيقه الأصغير المتدين (ضياء) على العمل معه، لكن يتم الزج ب(هلال) في السجن فيجد (ضياء) نفسه مسئولا عن عمل أخيه غير الشرعي ورعاية أسرته ويخوض حربًا لا يعلم عنها شيء.

## طاقم التمثيل
- محمد فراج: (ضياء)
- باسم سمرة: (هلال)
- أسماء أبو اليزيد: (ورد)
- عبد العزيز مخيون: (موسى)
- سماح أنور: (أفراح)
- بسمة: (يسرية)
- يوسف عثمان: (الشيخ ياسر)
- تامر حبيب: (حلمي السواح ( ضيف شرف))
- حسام الحسيني: (هندي)
- هاجر السراج: (عبير)
- آية عبد الرازق: (نجاة)
- عصام عمر: (بكر)
- محمود السراج: (حافظ)
- حسن أبو الروس: (ديشا)
- زينب غريب: (آيه هلال )
- مجدي فكري
- أحمد ثابت
- أحمد صادق
- حسن العدل: (أنور العريان)
- أحمد أبو زيد: (عنبه)
- أحمد داش: (ضيف شرف)
- أمينة خليل: (ضيفة شرف)
- أحمد فهمي: (مروان (ضيف شرف))
- محمد علاء: (هاشم (ضيف شرف))
- يمنى مجدي

## فريق العمل
- تأليف وإخراج: أحمد فوزي صالح
- إنتاج: أمير شوقي
- مدير التصوير: يوسف بارود
- مونتاج: عماد ماهر
- موسيقى تصويرية: خالد الجابري